# 83 Beatrix

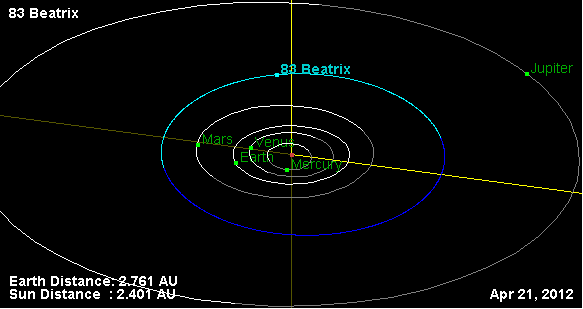
Órbita do asteroide 83

Beatrix (asteroide 83) é um asteroide da cintura principal com um diâmetro de 81,37 quilómetros, a 2,2325553 UA. Possui uma excentricidade de 0,0818468 e um período orbital de 1 384,92 dias (3,79 anos).
Beatrix tem uma velocidade orbital média de 19,10069672 km/s e uma inclinação de 4,96601978º.
Este asteroide foi descoberto em 26 de Abril de 1865 por Annibale de Gasparis. Seu nome vem de Beatriz Portinari.